# Demi-frère de la même planète
Demi-frère de la même planète est un épisode de la série télévisée d'animation Les Simpson. Il s'agit du huitième épisode de la trente-quatrième saison et du 736e de la série.

## Réception
Lors de sa première diffusion, l'épisode a attiré 1,21 million de téléspectateurs.